# Henri Lagatu
Pour les articles homonymes, voir Lagatu.
Henri Lagatu est un agronome, pédologue et enseignant français, né le 11 juin 1862 au Ponthou et mort le 31 janvier 1942 à Montpellier.

## Biographie
Il entre l'Institut national agronomique en 1888. En 1891, il obtient la chaire de Chimie agricole de l'Ecole nationale d'agriculture de Montpellier, qu'il conserve jusqu'en 1929. 

## Travaux scientifiques
De 1891 à 1904 il réalise une cartographie des sols de l'Hérault. À partir de 1905, il s'intéresse à l'étude minéralogique des sols en s'appuyant sur la technique des lames minces de sol, qu'il a contribué à développer. Il formule la théorie selon laquelle la terre est principalement de la roche pulvérisée. Cette théorie sera contestée par Lucien Cayeux et se révélera partiellement fausse. En 1911, il publie ses travaux sur les sols salés. Au lendemain de la première guerre mondiale, dans un contexte où la fertilisation des sols a été négligée pendant plusieurs années, il s'intéresse à la fertilisation et participe au développement de la méthode du diagnostic foliaire.

## Distinctions et honneurs
Il devient membre non résident de l'Académie d'agriculture en 1934 et membre correspondant de l'Académie des sciences en 1930. Il appartient aussi à l'Académie des sciences et lettres de Montpellier de 1899 à 1907. Il est nommé officier du Mérite agricole et officier de la Légion d'Honneur. Une rue de Montpellier porte son nom.

## Œuvres[6]
- H. Lagatu, Classification et nomenclature des terres arables, 1905, Comptes rendus de l'Académie des sciences
- A. Delage, H. Lagatu, Constitution de la terre arable, 1904, éd. Coulet et fils
- H. Lagatu, L. Sicard, Guide Pratique Et Elementaire Pour L'Analyse Des Terres Et Son Utilisation Agricole
- J. H. Fabre, H. Lagatu, Procédés modernes de vinification en Algérie et dans les pays chauds, 1920